# 放射性同位元素等の規制に関する法律
放射性同位元素等の規制に関する法律（ほうしゃせいどういげんそとうのきせいにかんするほうりつ、昭和32年6月10日法律第167号）は、放射性同位元素の使用・販売・賃貸・廃棄の安全確保に関する日本の法律である。
制定当時の題名は、放射性同位元素等による放射線障害の防止に関する法律（ほうしゃせいどういげんそとうによるほうしゃせんしょうがいのぼうしにかんするほうりつ）であったが、原子力利用における安全対策の強化のための核原料物質、核燃料物質及び原子炉の規制に関する法律等の一部を改正する法律（平成29年4月14日法律第15号）3条による改正で、2019年9月1日に題名が放射性同位元素等の規制に関する法律（ほうしゃせいどういげんそとうのきせいにかんするほうりつ）に改題された。
目的は、放射線障害を防止し、公共の安全を確保することにある。規制対象は、放射性同位元素の使用、販売、賃貸、廃棄その他の取扱い、放射線発生装置の使用および放射性同位元素によって汚染された物の廃棄その他の取扱いである。
環境省外局の原子力規制委員会が所管し、事務局たる原子力規制庁長官官房放射線防護企画課が実務を担当。環境本省環境再生・資源循環局放射線物質汚染廃棄物対策室および経済産業省資源エネルギー庁鉱物資源課など他省庁と連携して執行にあたる。

## 定義
放射線
この法律において「放射線」とは、原子力基本法第三条第五号に規定する放射線をいう。
核燃料物質、核原料物質、原子炉及び放射線の定義に関する政令より。α線、β線、γ線、中性子線、陽子線その他の重荷電粒子線、軌道電子捕獲による特性エックス線、1MeV以上のエネルギーを有する電子線及びエックス線のこと。

放射性同位元素
放射性同位元素を含む物質で、平成十二年科学技術庁告示第五号（放射線を放出する同位元素の数量等を定める件）の別表1（以下、単に別表1とする）に定める量及び濃度を超えるもの。但し、ウラン等の核燃料及び原料、医薬品、医療機器に装備されたものは、それぞれ核原料物質、核燃料物質及び原子炉の規制に関する法律（原子炉等規制法）、医薬品、医療機器等の品質、有効性及び安全性の確保等に関する法律（薬機法）、医療法で規制されるので除外する。
放射線発生装置
サイクロトロン、シンクロトロン等荷電粒子を加速することにより放射線を発生させる装置で別途指定されたもの。表面から10cm離れた位置（≒電離箱サーベイメータを装置表面に押付けた時の電離箱中心と表面との距離）における最大線量当量率が0.6μSv/h(約1mSv/年)以下であるものは除く。

## 基本構造
国際放射線防護委員会(ICRP)90年勧告を取り入れて規制体系が構成されている。
1. 販売・賃貸は、放射性同位元素を直接扱わないものとし届出とする。
2. 使用・廃棄は、扱う放射性同位元素の量により届出または許可とする。
3. 使用、貯蔵、廃棄に関する施設の位置、構造及び設備が、所定の技術基準に適合し、定期点検・補修により維持されていること。
4. 使用基準と事業所毎に定めた放射線障害予防規程を遵守し、管理区域、事業所境界での線量が定期的に確認されていること。
5. 作業従事者など管理区域に常時立入りする者に対して、定期的に被曝線量測定と健康診断を実施し、記録を永久保管する事。また、1を超えない間隔で教育訓練を実施する。
6. 放射性同位元素の譲渡譲受、貸付借受は使用・廃棄が許可または届出済みの相手との間に限られ、使用、保管、廃棄とともに記帳されていること。
7. 放射性同位元素の運搬は、所定の技術的基準に拠って行う。
8. 放射線取扱主任者(病院の場合は医師が担当可)を選任し、上記の管理・監督をさせる。

### 第6条 - 使用許可の基準
原子力規制委員会規則で定める技術基準に適合しなければならず、また放射線障害のおそれがないことが基準として挙げられている。

## 放射線業務従事者に係る線量限度
この法律では、放射線業務従事者に係る被曝線量限度を以下のように規定している。
| 実効線量限度(mSv) | 期間     | μSv/時    | 対象 注5 | 等価線量限度 mSv (組織荷重係数= ) | 等価線量限度 mSv (組織荷重係数= ) | 備考 |
| 実効線量限度(mSv) | 期間     | μSv/時    | 対象 注5 | 皮膚 (=0.01)                      | 目の水晶体 (=0.05)                | 備考 |
| --- | -------- | --------- | -------- | --------------------------------- | --------------------------------- | --- |
| 通常作業時 |          |           |          |                                   |                                   | |
| 1注1 | 8か月注2 | 約0.17注3 | 妊婦     | 500 /年                           | 150 /年                           | 腹部表面の等価線量限度は2 mSv 電離放射線障害防止規則第5条および第6条 東日本大震災により生じた放射性物質により汚染された土壌等を除染するための業務等に係る電離放射線障害防止規則第4条 参考（生殖腺の組織荷重係数=0.08 ICRP103勧告）               |
| 5 | 3ヶ月    | 10注4     | 女       | 500 /年                           | 150 /年                           | 20 mSv/年、100 mSv/5年、結果的に通期で妊娠していなかった場合 電離放射線障害防止規則第4条第2項および第5条 東日本大震災により生じた放射性物質により汚染された土壌等を除染するための業務等に係る電離放射線障害防止規則第3条第2項                    |
| 50 | 1年      | 25注4     | 男       | 500 /年                           | 150 /年                           | 単年で最大50 mSv、ただしその前後5年間で100 mSvを超えてはならない。平均20 mSv/年 電離放射線障害防止規則第4条第1項および第5条 東日本大震災により生じた放射性物質により汚染された土壌等を除染するための業務等に係る電離放射線障害防止規則第3条第1項 |
| 100 | 5年      | 10注4     | 男       | 500 /年                           | 150 /年                           | 単年で最大50 mSv、ただしその前後5年間で100 mSvを超えてはならない。平均20 mSv/年 電離放射線障害防止規則第4条第1項および第5条 東日本大震災により生じた放射性物質により汚染された土壌等を除染するための業務等に係る電離放射線障害防止規則第3条第1項 |
| 緊急災害復旧作業（民間の臨時復旧作業者も含む） |          |           |          |                                   |                                   | |
| 100 | 累計     | 33注6     | 男       | 1000                              | 300                               | 原子炉の冷却や放射性物質放出抑制設備の機能維持のための作業者 電離放射線障害防止規則第7条第2項 |
| 出典）日本原子力研究開発機構 「放射線業務従事者に係る線量限度」より 閲覧2011-7-15 高度情報科学技術研究機構ATOMICA「緊急作業に係る線量限度2002年2月」閲覧2011-7-17 - 注1) 内部被曝 - 注2) 本人の申出等により使用者等が妊娠の事実を知ったときから出産までの期間につき - 注3) 仮に8か月、240日として - 注4) 年間250日実働で1日8時間として(内部被曝はゼロの場合) - 注5) 妊娠不能と診断された女子、および妊娠の意思のない旨を使用者使用許諾書等に書面で申し出た女子は当表では男に含む。 - 注6) 仮に復旧作業1年で上限に達するとして年間250日実働で1日12時間(内部被曝はゼロの場合) |          |           |          |                                   |                                   | |

## 関連資格
- 放射線取扱主任者